# Фелпс, Джордж Мэй
Фелпс, Джордж Мэй (англ. Phelps, George May; 19 марта 1820 — 18 мая 1888) — американский изобретатель и конструктор телеграфных и телефонных аппаратов.

## Биография

### Ранние годы
Джордж Фелпс родился в Уотервлите (Watervliet, N.Y.), штат Нью-Йорк в 1820 году. Он стал подмастерьем в мастерской своего дяди, Йонаса Фелпса (Jonas H. Phelps). В 1845 году его дядя основал совместное предприятие (Phelps & Gurley) с Уильямом Герли (William Gurley). Эта компания существует и по сей день (Gurley Precision Instruments), и ее изделия пользуются спросом и в XXI веке. Там Джордж занимался изготовлением измерительных и геодезических приборов и оттачивал свои навыки. В 1850 году он основал собственный бизнес в городе Трой (Troy, NY).

### Первые шаги в телеграфии
В середине XIX века в США соперничали несколько конструкций телеграфных аппаратов. Самыми популярными были системы Морзе, химический телеграф Бэйна и печатающий телеграф Ройала Хауса (Royal E. House). Печатающий телеграф Хауса был очень сложным в изготовлении и настройке, и менеджеры телеграфной компании сбились с ног, пытаясь наладить производство его аппаратов. Телеграф Хауса производил только один завод в Нью-Йорке, и они не смогли найти ни одного запасного варианта в этом богатом и процветающем городе, в котором было множество мастерских. Затем руководство компании узнало о мастерстве Фелпса, и решило наладить производство в городке Трой. Эти телеграфы передавали до 40 слов в минуту и работали на многих линиях в США. Джордж Фелпс занимался их производством четыре года, пока не обратил внимание на другие устройства.
Группа предпринимателей из Нью-Йорка решила запустить производство телеграфа Дэвида Эдварда Хьюза, и тут же обратилась к Джорджу Фелпсу. Он не только наладил производство этих аппаратов, но и постоянно их совершенствовал. Джордж значительно улучшил синхронизацию между передатчиком и приемником, он так же сумел ускорить передачу данных на этих аппаратах. Была образована Американская Телеграфная Компания (American Telegraph Company), которая стала продвигать этот товар на американские и европейские рынки. Руководство компании было восхищено мастерством и усердием Джорджа Фелпса, и решило выкупить его мастерскую, а самого Джорджа назначить суперинтендантом.

### Печатающий телеграф Фелпса

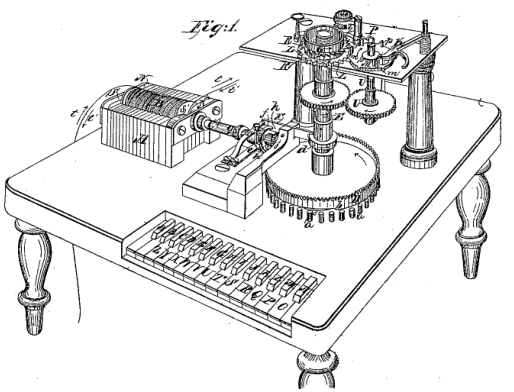
Печатающий телеграф Фелпса (эскиз из патента № 26003)

В ходе своих опытов Джордж Фелпс сконструировал собственный телеграфный аппарат, который воплощал в себе все достоинства аппаратов Хауса и Хьюза и в котором были исправлены недостатки этих систем. 1 ноября 1859 года он получил американский патент № 26003 на свой печатающий телеграф. На его клавиатуре было 28 клавиш, помимо букв там были точка и пробел. Износостойкость и работоспособность этого аппарата поражала современников. Некоторые аппараты могли пропечатать до 5 тысяч миль телеграфной ленты без малейшего признака износа и без единой поломки!

### Работа на «Вестерн Юнион»
В 1861 году Джордж Фелпс был назначен суперинтендантом самого большого завода телеграфного оборудования Американской Телеграфной Компании в Вильямсбурге. Когда в США разгорелась Гражданская война, этот завод получил новые заказы от армии северян, и его обороты значительно увеличились.
В 1866 году компания «Вестерн Юнион» поглотила «Американскую Телеграфную Компанию». Уже в те годы «Вестерн Юнион» была близка к монополии в телеграфном бизнесе в США, и ей принадлежало множество линий связи, мастерских и заводов. При поглощении конкурентов дублирующие и убыточные линии демонтировались, непрофильные и убыточные мастерские и заводы закрывались, но завод в Вильямсбурге стал одним из главных активов Вестерн Юнион. Джордж Фелпс не только остался суперинтендантом завода, но и получил звание «главного машиниста» компании. В 1869 году «Вестерн Юнион» переместила завод из Вильямсбурга в Нью-Йорк.
В 1869 году громко заявила о себе телеграфная компания «Голд энд Сток» (The Gold and Stock Telegraph Company). Она передавала новости о состоянии дел на бирже лучше своих конкурентов, и в этом была немалая заслуга Томаса Эдисона, который сконструировал тикер, превосходивший аналоги своего времени. Средства, заработанные на этом тикере, положили начало империи Эдисона. Что же касается «Голд энд Сток», то этот успех с тикером Эдисона был лишь временным. Когда «Вестерн Юнион» пришла на этот рынок, то ее мощности позволили вытеснять конкурентов и из этой ниши. Тикер, сконструированный Фелпсом, был значительно лучше тикера Эдисона по своим показателям. Через некоторое время глава «Вестерн Юнион» Уильям Ортон (William Orton) приобрел свою долю в компании «Голд энд Сток», и тикер Эдисона был заменен на тикер Фелпса.

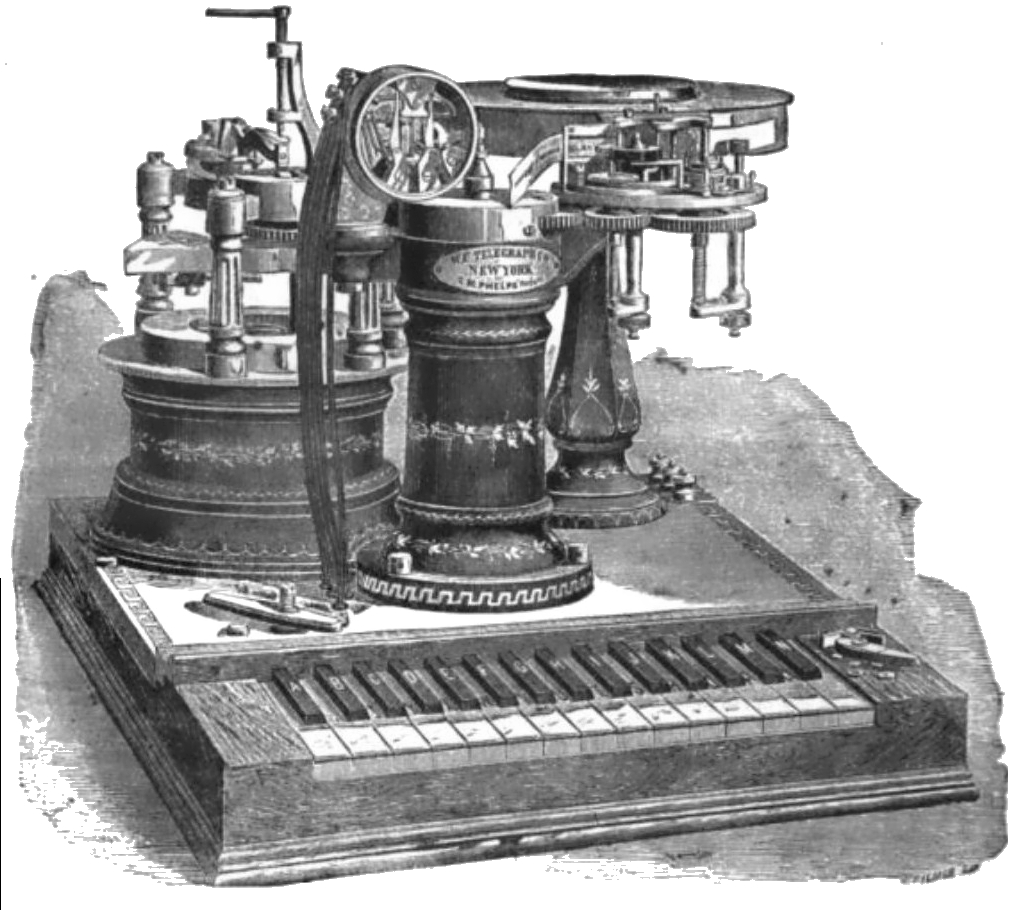
Электромоторный печатающий телеграф Фелпса

В 1875 году Фелпс сконструировал электромоторный печатающий телеграф, который мог передавать до 60 слов в минуту. Этот аппарат работал только на самых загруженных телеграфных линиях компании «Вестерн Юнион», на линии Нью-Йорк — Чикаго он исправно работал даже без репитера. Изображение этого аппарата можно увидеть в записках Томаса Эдисона, и в них он отзывается о телеграфе Фелпса как о лучшем печатающем телеграфе своего времени. В своих записках Эдисон часто отмечал, что для работы того или иного устройства необходимы саундеры Фелпса или другие конструкции Фелпса. Надписи об этом встречаются в скетчах, сделанных во время работы над квадруплексным телеграфом, нередко Эдисон заказывал инструменты и детали для своих опытов на заводе, где Фелпс был суперинтендантом.

### Работа над конструкцией телефона

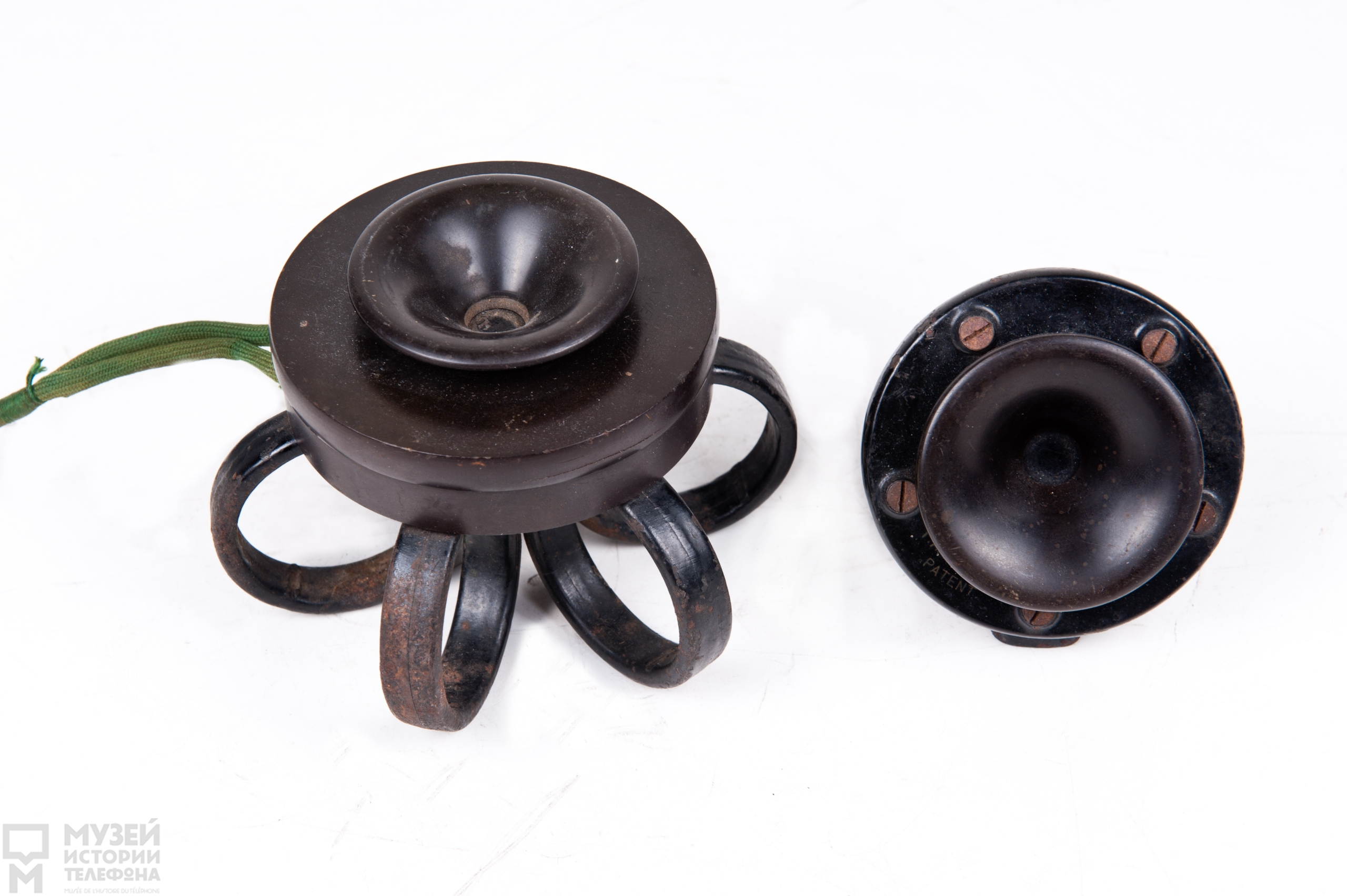
Наушник-«корона» Дж. Фелпса. Экспонат Музея Истории Телефона

В 1877 году, после потрясающего успеха телефона Александра Белла, «Вестерн Юнион» стала производить свои телефонные аппараты. Опыт ее инженеров и механиков позволил значительно улучшить конструкцию телефона. Угольный микрофон Эдисона был весомым преимуществом над примитивной конструкцией Белла, а наушники для телефонов компании «Вестерн Юнион» имели форму короны Джорджа Фелпса.
Сам Джордж Фелпс патентовал и магнитно-электрические телефоны (американский патент № 218,684) и угольные микрофоны (американский патент № 222,202). Фелпс всегда ставил смелые эксперименты, и пока разные производители делали трубки из дерева или металла, он уже предлагал использовать для этих целей материалы с содержанием асбеста (американский патент № 220,729).

### «Шар времени» Вестерн Юнион

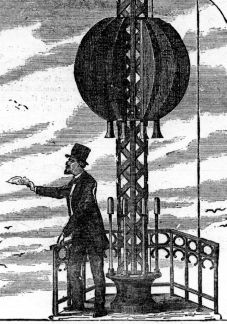
«Шар Времени» компании Вестерн Юнион

В 1877 году все жители Нью-Йорка смогли сверять свои часы при помощи одной конструкции Фелпса. В то время здание компании «Вестерн Юнион» было самым высоким в Нью-Йорке и в США, и на нем был установлен так называемый «Шар Времени», который приходил в движение каждый полдень. К нему вел провод из Национальной Обсерватории из Вашингтона, поэтому полдень отмечался «Шаром Времени» предельно точно. Эта конструкция работала до 1912 года. Шары времени появились еще в Англии начале XIX века, и по ним сверяли свои часы капитаны морских кораблей, ведь точное время критически важно для определения долготы, а значит, и для ориентации в пространстве. Сейчас такая конструкция может позабавить читателей, но помните, что даже в XX веке были специалисты, которые будили рабочих, просто расхаживая по округе и криком возвещая о начале рабочего дня.

### На склоне лет
В 1879 году завод «Вестерн Юнион», на котором Фелпс был суперинтендантом, был продан компании «Вестерн Электрик» (Western Electric Manufacturing Company). Но его сын, Джордж Фелпс Младший (George M. Phelps Jr) продолжил дело своего отца и стал суперинтендантом на этом заводе, даже при том, что сменился его хозяин. До этого Фелпс Младший работал ассистентом и бухгалтером у своего отца. В 1886 году он стал сотрудничать с журналом «Электрик и электроинженер» (The Electrician and Electrical Engineer), который выпускаля ежемесячно. В 1890 году этот журнал стал называться «Электроинженер» (The Electrical Engineer) и стал выходить еженедельно, а Джордж Фелпс Младший стал его президентом. Фелпс Младший был членом Американского Института Электроинженеров (The American Institute of Electrical Engineers), и в течение многих лет был его казначеем.
Что же касается Фелпса Старшего, то после 1879 года объем его работ сократился, но он оставался очень ценным сотрудником «Вестерн Юнион». Даже в свои преклонные годы он постоянно изобретал нечто новое. В 1882 году он запатентовал пульт управления охранной сигнализации, который мог передавать различные сигналы (вызов полиции, пожарных, посыльного, отмена тревоги и пр.) в охранное бюро (американский патент № 253,759 от 14 февраля 1882 года). В 1884 году он был вынужден покинуть компанию из-за пошатнувшегося здоровья. В 1888 году Джордж Фелпс скончался.